# Dedee Pfeiffer
Dorothy Diane Pfeiffer (Midway City (Orange County), 1 januari 1964) is een Amerikaanse actrice.

## Biografie
Pfeiffer werd geboren in Midway City, een census-designated place in de county Orange County, als een jongere zus van actrice Michelle bij ouders die oorspronkelijk uit North Dakota kwamen. 
Pfeiffer begon in 1985 met acteren in de televisieserie Simon & Simon, waarna zij nog meerdere rollen speelde in televisieseries en films. Zij is vooral bekend van haar rol als Rachel Blanders in de televisieserie Cybill waar zij in 42 afleveringen speelde (1995-1997). Voor deze rol werd zij met de cast genomineerd voor een Screen Actors Guild Award. 
Pfeiffer was van 1996 tot en met 2001 getrouwd, van 2001 tot en met 2006 was zij opnieuw getrouwd waaruit zij twee kinderen heeft en van 2009 tot en met 2012 was zij weer opnieuw getrouwd.

## Filmografie

### Films
- 2011 L.A., I Hate You – als casting directrice
- 2010 Flatline – als psychotherapeute
- 2010 Jack's Family Adventure – als Emily Vickery
- 2009 Mia's Father – als Sarah Williams
- 2008 Journey to the Center of the Earth – als Emily Radford
- 2008 Fix – als Daphne
- 2007 AVH: Aliens vs. Hunter – als Hilary
- 2007 The Prince and the Pauper: The Movie – als Harlin
- 2007 Seventeen and Missing – als Emilie Janzen
- 2006 Hoboken Hollow – als Rhonda Simmons
- 2004 A Killer Within – als Sarah Moss
- 2004 Blue Demon – als Marla Collins
- 2001 The Sky Is Falling – als Emily Hall
- 2000 Radical Jack – als Kate
- 2000 Meat Loaf: To Hell and Back – als Leslie Edmonds
- 1996 A Kiss So Deadly – als Catherine Deese
- 1996 Up Close & Personal – als Luanne Atwater
- 1995 My Family – als Karen Gillespie
- 1995 Deadly Past – als Kirsten
- 1994 Double Exposure – als Linda Mack
- 1993 Sandman – als Lana Hawkins
- 1993 King's Ransom – als Catherine
- 1993 Running Cool – als Michele
- 1993 Falling Down – als Sheila
- 1992 Highway Heartbreaker – als Emily
- 1991 Frankie and Johnny – als nicht van Frankie
- 1991 Drive – als het meisje
- 1991 A Climate for Killing – als Donna
- 1990 Tune in Tomorrow... – als Nellie
- 1989 Red Surf – als Rebecca
- 1989 The Horror Show – als Bonnie McCarthy
- 1988 Brothers in Arms – als Stevie
- 1987 The Allnighter – als Val
- 1986 Vamp – als Allison
- 1986 Dangerously Close – als Nikki
- 1985 The Midnight Hour – als Mary Masterson
- 1985 Moving Violations – als Cissy
- 1985 Into the Night – als hoer

### Televisieseries
Uitgezonderd eenmalige gastrollen.
- 2020-2023 Big Sky - als Denise Brisbane - 47 afl.
- 2005-2006 The Dead Zone – als Linda Finney – 2 afl.
- 2005 Wanted – als Lucinda Rose – 3 afl.
- 1998-2002 For Your Love – als Sheri Winston – 84 afl.
- 1995-1997 Cybill – als Rachel Blanders – 42 afl.

- Bibliothèque nationale de France: cb14215634f (data)
- International Standard Name Identifier: 0000 0001 1447 9671
- Library of Congress Control Number: no2010115163
- Virtual International Authority File: 74063350
- WorldCat: E39PBJm9dDQgQJ6DMPjKByymVC